# Бьюкенен-стрит
Бьюкенен-стрит (англ. Buchanan Street) — одна из главных торговых улиц Глазго, крупнейшего города Шотландии. Она образует центральную часть знаменитого торгового района Глазго с более престижными и дорогими магазинами, чем на соседних улицах Аргайл-стрит и Сошихолл-стрит.

## История
Бьюкенен-стрит известна с 1777 года и носит имя богатого табачного лорда Эндрю Бьюкенена. Он был владельцем земли, на которой она образовалась от Аргайл-стрит до Гордон-стрит. Эндрю Бьюкенен умер в 1759 году, и его табачная империя была унаследована его сыном Джеймсом Бьюкененом. Семья понесла огромные финансовые потери после Американской революции 1776 года, потеряв все свои плантации в Виргинии. Члены семьи занялись текстильным производством и промышленностью. Целью продажи земли, вероятно, была хотя бы частичная компенсация от этих американских потерь. C 1790 годов на улице стали возводиться палладианские виллы, схожие с усадьбами XVIII века на Аргайл-стрит, Куин-стрит и Миллер-стрит, а также таунхаусы с террасами, похожие на дома на Джордж-сквер и Королевской биржевой площади. Вскоре стали появляться магазины, отели, банки, офисы и клубы: такие как Западный клуб и Атениум, позднее известный как Королевская консерватория Шотландии. Улица также удлинялась, заняв территорию холма Блитсвуд.
На земле к северу и северо-востоку от Бьюкенен-стрит, в сторону порта Дандасу на канале, был построен железнодорожный вокзал Бьюкенен-стрит, обслуживавший северную Шотландию и являвшийся первым железнодорожным терминалом в Глазго. Первоначально принадлежащий Каледонской железной дороге, затем Лондонской, Мидлендской и Шотландской железной дороге и, наконец, Британской железной дороге, он закрылся в 1966 году, и теперь на этой территории располагается Каледонский университет Глазго. Железнодорожная станция Глазго Куин-стрит, обслуживающая восток и север Шотландии, находится непосредственно к востоку от Бьюкенен-Стрит на углу Джордж-сквер, а станция Бьюкенен-стрит метрополитена Глазго находится на нижней половине улицы
В мае 2002 года тогдашний премьер-министр Великобритании Тони Блэр открыл памятник покойному первому министру Шотландии Дональду Дьюару в северном конце улицы, единственную статую на улице. На западной стороне улице в 2013 году открылся новый комплекс магазинов и жилых зданий.